# بلدة أونتوناغون (ميشيغان)
أونتوناغون (بالإنجليزية: Ontonagon Township, Michigan)‏ هي بلدة تقع بولاية ميشيغان في الولايات المتحدة. تبلغ مساحتها 501.5 (كم²)، وترتفع عن سطح البحر 247 م، بلغ عدد سكانها 2954 نسمة في عام تعداد الولايات المتحدة 2000 حسب إحصاء مكتب تعداد الولايات المتحدة وتصل الكثافة السكانية فيها 5.9 نسمة/كم2.

## وصلات خارجية
- The US50 - Cities and Towns in Michigan State
- Michigan Cities and Towns, Facts, Map, Flag, Colleges, Government, and More